# Kalavai
Kalavai (o Kalaval) è una suddivisione dell'India, classificata come town panchayat, di 9.761 abitanti, situata nel distretto di Vellore, nello stato federato del Tamil Nadu. In base al numero di abitanti la città rientra nella classe V (da 5.000 a 9.999 persone).

## Geografia fisica
La città è situata a 12° 46' 0 N e 79° 25' 0 E e ha un'altitudine di 137 m s.l.m..

## Società

### Evoluzione demografica
Al censimento del 2001 la popolazione di Kalavai assommava a 9.761 persone, delle quali 4.814 maschi e 4.947 femmine. I bambini di età inferiore o uguale ai sei anni assommavano a 1.104, dei quali 541 maschi e 563 femmine. Infine, coloro che erano in grado di saper almeno leggere e scrivere erano 6.655, dei quali 3.716 maschi e 2.939 femmine.